# Turn- und Spielvereinigung Koblenz 1911 2013-2014
Questa voce raccoglie le informazioni riguardanti il Turn- und Spielvereinigung Koblenz 1911 nelle competizioni ufficiali della stagione 2013-2014.

## Stagione
Nella stagione 2013-2014 il Coblenza, allenato da Peter Neustädter e Evangelos Nessos, concluse il campionato di Regionalliga sudovest al 14º posto.

## Rosa
| N. |                                 | Ruolo | Calciatore         |
| -- | ------------------------------- | ----- | ------------------ |
| 2  | Germania (bandiera)             | D     | Daniel Bartsch     |
| 5  | Bosnia ed Erzegovina (bandiera) | C     | Admir Softic       |
| 6  | Germania (bandiera)             | C     | Johannes Göderz    |
| 7  | Germania (bandiera)             | D     | Stefan Haben       |
| 8  | Germania (bandiera)             | C     | Michael Stahl      |
| 9  | Germania (bandiera)             | A     | Jérôme Assauer     |
| 10 | Germania (bandiera)             | C     | Anel Džaka         |
| 13 | Germania (bandiera)             | C     | Kevin Lahn         |
| 16 | Germania (bandiera)             | D     | André Marx         |
| 18 | Germania (bandiera)             | C     | Christian Luitz    |
| 18 | Germania (bandiera)             | C     | Safak Yildiz       |
| 19 | Giappone (bandiera)             | D     | Akiyoshi Saito     |
| 19 | Grecia (bandiera)               | A     | Dīmītrios Ferfelīs |
| 20 | Germania (bandiera)             | A     | Patrick Stumpf     |
| 21 | Giappone (bandiera)             | C     | Takuya Takahashi   |

| N. |                                 | Ruolo | Calciatore         |
| -- | ------------------------------- | ----- | ------------------ |
| 22 | Germania (bandiera)             | P     | Fabrice Vollborn   |
| 22 | Germania (bandiera)             | D     | Thomas Gentner     |
| 23 | Turchia (bandiera)              | D     | Kerim Arslan       |
| 24 | Germania (bandiera)             | A     | Julius Duchscherer |
| 25 | Croazia (bandiera)              | P     | Igor Luketić       |
| 26 | Germania (bandiera)             | C     | Marvin Sauerborn   |
| 27 | Germania (bandiera)             | A     | Burak Sözen        |
| 28 | Australia (bandiera)            | C     | Max Haubus         |
| 29 | Germania (bandiera)             | C     | Enrico Köppen      |
| 30 | Germania (bandiera)             | C     | Bastian Ungureanu  |
| 31 | Germania (bandiera)             | C     | Aleksandar Naric   |
| 32 | Germania (bandiera)             | D     | Giuliano Masala    |
| 34 | Bosnia ed Erzegovina (bandiera) | C     | Eldin Hadžić       |
|    | Germania (bandiera)             | P     | Maurice Paul       |
|    | Germania (bandiera)             | C     | Julius Fohr        |

## Organigramma societario
Area tecnica
- Allenatore: Evangelos Nessos
- Allenatore in seconda:
- Preparatore dei portieri: Peter Auer
- Preparatori atletici:
- Analisi video:

## Calciomercato

### Sessione estiva
| Acquisti | Acquisti           | Acquisti                  | Acquisti |
| R.       | Nome               | da                        | Modalità |
| -------- | ------------------ | ------------------------- | -------- |
| A        | Julius Duchscherer | Eisbachtal                |          |
| C        | Julius Fohr        | Kaiserslautern U17        |          |
| P        | Paul Iordache      | SSU Politehnica Timișoara |          |
| C        | Christian Luitz    | Bayer Leverkusen U19      |          |
| D        | André Marx         | TuS Mayen                 |          |
| C        | Daniel Neustädter  | Twente U19                |          |
| C        | Admir Softic       | SV Wilhelmshaven          |          |
| A        | Burak Sözen        | Eintracht Treviri         |          |
| A        | Patrick Stumpf     | Idar-Oberstein            |          |
| C        | Takuya Takahashi   | FC Dorndorf               |          |
| C        | Bastian Ungureanu  | Aalen U19                 |          |
| P        | Fabrice Vollborn   | Bayer Leverkusen II       |          |

| Cessioni | Cessioni         | Cessioni         | Cessioni |
| R.       | Nome             | a                | Modalità |
| -------- | ---------------- | ---------------- | -------- |
| C        | Dimitrij Rikspun | Chimik Dzeržinsk |          |
| P        | Kadir Yalçın     | Ofspor           |          |
| C        | Alexander Bury   | Sachsen Lipsia   |          |
| D        | Alexej Eberhardt | Roßbach/Wied     |          |
| C        | Kevin Edelmann   | SMC Pioneers     |          |
| D        | Lukas Klappert   | Wirges           |          |
| D        | Yannick Rinker   | Wirges           |          |

### Sessione invernale
| Acquisti | Acquisti       | Acquisti    | Acquisti |
| R.       | Nome           | da          | Modalità |
| -------- | -------------- | ----------- | -------- |
| D        | Akiyoshi Saito | FC Dorndorf |          |

| Cessioni | Cessioni           | Cessioni        | Cessioni |
| R.       | Nome               | a               | Modalità |
| -------- | ------------------ | --------------- | -------- |
| D        | Patrick Nonnenmann | SVN Zweibrücken |          |
| A        | Ideal Iberdemaj    | Pfullendorf     |          |
| P        | Dieter Paucken     | Engers          |          |

## Risultati

### Regionalliga

#### Girone di andata
| Arbitro: | Gerach |

|  |           |                 |
|  | Marcatori | 26’, 44’ Cappek |

| Arbitro: | Zorn |

|                         |           |  |
| Kilian 5’ Gerlinger 22’ | Marcatori |  |

| Arbitro: | Schütz |

|             |           |                     |
| Assauer 87’ | Marcatori | 90’ (rig.) Gabriele |

| Arbitro: | Petersen |

|           |           |  |
| Mayer 30’ | Marcatori |  |

| Arbitro: | Kessel |

|                                     |           |               |
| Ferfelīs 15’ (rig.), 20’ Stumpf 38’ | Marcatori | 74’ Bindnagel |

| Arbitro: | Blos |

|                       |           |  |
| Buchner 19’ Cuntz 42’ | Marcatori |  |

| Arbitro: | Rafalski |

|           |           |                |
| Džaka 14’ | Marcatori | 36’, 82’ Pokar |

| Arbitro: | Braun |

|           |           |                          |
| Arnold 9’ | Marcatori | 21’ (rig.), 52’ Ferfelīs |

| Arbitro: | Fritsch |

|              |           |                     |
| Backmann 61’ | Marcatori | 59’ (rig.) Ferfelīs |

| Arbitro: | Wiatrek |

|                                 |           |                                 |
| Lahn 7’ Ferfelīs 24’ Stumpf 39’ | Marcatori | 40’ Jabiri 57’ Müller 76’ Bauer |

| Arbitro: | Kühlmeyer |

|  |           |                            |
|  | Marcatori | 61’ Hadžić 83’ Duchscherer |

| Arbitro: | Zorn |

|                                    |           |  |
| Džaka 24’, 85’ Ferfelīs 36’ (rig.) | Marcatori |  |

| Arbitro: | Blos |

|                       |           |                        |
| Sökler 68’ Dautaj 71’ | Marcatori | 39’ Sözen 49’ Ferfelīs |

| Arbitro: | Schlager |

|                                    |           |            |
| Džaka 39’ Ferfelīs 75’ Assauer 86’ | Marcatori | 23’ Treske |

| Arbitro: | Göpferich |

|             |           |  |
| Fischer 36’ | Marcatori |  |

| Coblenza 8 novembre 2013, ore 19:00 CET 16ª giornata | Coblenza | 0 – 0 referto | Magonza II | Stadion Oberwerth (1 349 spett.)\| Arbitro: \| Braun \| |
| Arbitro:                                             | Braun    |               |            |                                                         |

| Arbitro: | Bartsch |

|  |           |                                 |
|  | Marcatori | 34’ Stumpf 39’ Marx 86’ Assauer |

#### Girone di ritorno
| Arbitro: | Schmitt |

|                       |           |          |
| Assauer 23’ Džaka 24’ | Marcatori | 45’ Noll |

| Arbitro: | Meisberger |

|                                       |           |  |
| Pintol 32’, 46’ Modica 40’ Bäcker 61’ | Marcatori |  |

| Arbitro: | Falcicchio |

|                                                |           |             |
| Höfler 20’ (rig.) Falahen 33’, 40’ Philipp 45’ | Marcatori | 42’ Assauer |

| Arbitro: | Kessel |

|  |           |           |
|  | Marcatori | 76’ Henel |

| Mosbach 8 marzo 2014, ore 14:00 CET 22ª giornata | Neckarelz | 0 – 0 referto | Coblenza | Elzstadion (433 spett.)\| Arbitro: \| Schlager \| |
| Arbitro:                                         | Schlager  |               |          |                                                   |

| Arbitro: | Wiatrek |

|            |           |  |
| Stumpf 65’ | Marcatori |  |

| Kaiserslautern 23 marzo 2014, ore 14:00 CET 24ª giornata | Kaiserslautern II | 0 – 0 referto | Coblenza | Fritz-Walter-Stadion (310 spett.)\| Arbitro: \| Baitinger \| |
| Arbitro:                                                 | Baitinger         |               |          |                                                              |

| Arbitro: | Meisberger |

|                               |           |  |
| Marx 33’ Stumpf 86’ Saito 90’ | Marcatori |  |

| Arbitro: | Bartsch |

|           |           |                       |
| Stahl 45’ | Marcatori | 1’ Fachat 61’ Carlier |

| Arbitro: | Steinberg |

|  |           |                    |
|  | Marcatori | 47’ Sözen 90’ Lahn |

| Arbitro: | Rafalski |

|              |           |                                          |
| Ferfelīs 63’ | Marcatori | 32’ (rig.) Streker 66’ Karaman 85’ Röser |

| Arbitro: | Endriß |

|              |           |  |
| Schrader 45’ | Marcatori |  |

| Coblenza 27 aprile 2014, ore 14:00 CEST 30ª giornata | Coblenza | 0 – 0 referto | Waldhof Mannheim | Stadion Oberwerth (1 464 spett.)\| Arbitro: \| Kampka \| |
| Arbitro:                                             | Kampka   |               |                  |                                                          |

| Ulma 2 maggio 2014, ore 19:00 CEST 31ª giornata | Ulma         | 0 – 0 referto | Coblenza | Donaustadion (1 014 spett.)\| Arbitro: \| Weickenmeier \| |
| Arbitro:                                        | Weickenmeier |               |          |                                                           |

| Arbitro: | Klein |

|                 |           |                                                    |
| Duchscherer 42’ | Marcatori | 16’ (rig.), 78’ Rizzi 34’ Rühle 81’ (rig.) Fischer |

| Arbitro: | Wiatrek |

|                                 |           |  |
| Bouziane 58’ Baumgartlinger 62’ | Marcatori |  |

| Arbitro: | Fritsch |

|  |           |                                          |
|  | Marcatori | 16’ Almpanis 42’ Hassler 49’, 85’ Fliess |

## Statistiche

### Statistiche di squadra
| Competizione          | Punti | In casa | In casa | In casa | In casa | In casa | In casa | In trasferta | In trasferta | In trasferta | In trasferta | In trasferta | In trasferta | Totale | Totale | Totale | Totale | Totale | Totale | DR  |
| Competizione          | Punti | G       | V       | N       | P       | Gf      | Gs      | G            | V            | N            | P            | Gf           | Gs           | G      | V      | N      | P      | Gf     | Gs     | DR  |
| --------------------- | ----- | ------- | ------- | ------- | ------- | ------- | ------- | ------------ | ------------ | ------------ | ------------ | ------------ | ------------ | ------ | ------ | ------ | ------ | ------ | ------ | --- |
| Regionalliga sudovest | 39    | 17      | 6       | 4       | 7       | 23      | 25      | 17           | 4            | 5            | 8            | 13           | 21           | 34     | 10     | 9      | 15     | 36     | 46     | -10 |
| Totale                | 39    | 17      | 6       | 4       | 7       | 23      | 25      | 17           | 4            | 5            | 8            | 13           | 21           | 34     | 10     | 9      | 15     | 36     | 46     | -10 |

### Andamento in campionato
| Giornata  | 1  | 2  | 3  | 4  | 5  | 6  | 7  | 8  | 9  | 10 | 11 | 12 | 13 | 14 | 15 | 16 | 17 | 18 | 19 | 20 | 21 | 22 | 23 | 24 | 25 | 26 | 27 | 28 | 29 | 30 | 31 | 32 | 33 | 34 |
| --------- | -- | -- | -- | -- | -- | -- | -- | -- | -- | -- | -- | -- | -- | -- | -- | -- | -- | -- | -- | -- | -- | -- | -- | -- | -- | -- | -- | -- | -- | -- | -- | -- | -- | -- |
| Luogo     | C  | T  | C  | T  | C  | T  | C  | T  | T  | C  | T  | C  | T  | C  | T  | C  | T  | C  | T  | T  | C  | T  | C  | T  | C  | C  | T  | C  | T  | C  | T  | C  | T  | C  |
| Risultato | P  | P  | N  | P  | V  | P  | P  | V  | N  | N  | V  | V  | N  | V  | P  | N  | V  | V  | P  | P  | P  | N  | V  | N  | V  | P  | V  | P  | P  | N  | N  | P  | P  | P  |
| Posizione | 17 | 17 | 15 | 16 | 14 | 14 | 16 | 14 | 14 | 15 | 13 | 12 | 12 | 9  | 11 | 11 | 11 | 9  | 10 | 12 | 12 | 13 | 11 | 11 | 10 | 11 | 11 | 11 | 12 | 12 | 12 | 12 | 13 | 14 |

Legenda:

Luogo: C = Casa; T = Trasferta. Risultato: V = Vittoria; N = Pareggio; P = Sconfitta.

### Statistiche dei giocatori
| K. Arslan      | 22 | 0  | 1 | 0 |
| J. Assauer     | 14 | 5  | 3 | 0 |
| D. Bartsch     | 34 | 0  | 3 | 0 |
| J. Duchscherer | 23 | 2  | 3 | 0 |
| A. Džaka       | 24 | 5  | 5 | 0 |
| D. Ferfelīs    | 26 | 10 | 6 | 0 |
| J. Fohr        | 0  | 0  | 0 | 0 |
| T. Gentner     | 25 | 0  | 6 | 0 |
| J. Göderz      | 22 | 0  | 5 | 0 |
| S. Haben       | 27 | 0  | 5 | 0 |
| E. Hadžić      | 31 | 1  | 8 | 0 |
| M. Haubus      | 0  | 0  | 0 | 0 |
| I. Iberdemaj   | 5  | 0  | 0 | 0 |
| E. Köppen      | 4  | 0  | 1 | 0 |
| K. Lahn        | 28 | 2  | 1 | 0 |
| C. Luitz       | 11 | 0  | 0 | 0 |
| I. Luketić     | 0  | 0  | 0 | 0 |
| A. Marx        | 25 | 2  | 6 | 2 |
| G. Masala      | 3  | 0  | 0 | 0 |
| A. Naric       | 4  | 0  | 0 | 0 |
| D. Neustädter  | 7  | 0  | 0 | 0 |
| P. Nonnenmann  | 4  | 0  | 2 | 0 |
| D. Paucken     | 14 | 0  | 1 | 0 |
| M. Paul        | 0  | 0  | 0 | 0 |
| A. Saito       | 11 | 1  | 3 | 0 |
| M. Sauerborn   | 0  | 0  | 0 | 0 |
| A. Softic      | 17 | 0  | 8 | 0 |
| M. Stahl       | 23 | 1  | 6 | 0 |
| P. Stumpf      | 28 | 5  | 2 | 0 |
| B. Sözen       | 9  | 2  | 0 | 0 |
| T. Takahashi   | 9  | 0  | 0 | 0 |
| B. Ungureanu   | 1  | 0  | 0 | 0 |
| F. Vollborn    | 20 | 0  | 1 | 0 |
| S. Yildiz      | 0  | 0  | 0 | 0 |